# Élections législatives de 1997 dans la Marne
Les élections législatives françaises de 1997 se déroulent le 25 mai et le 1er juin 1997. Dans le département de la Marne, six députés sont à élire dans le cadre de six circonscriptions.

## Élus
| Circonscription | Député sortant      | Parti | Parti         | Député élu ou réélu | Parti | Parti    |
| --------------- | ------------------- | ----- | ------------- | ------------------- | ----- | -------- |
| 1re             | Jean Falala         |       | RPR           | Jean Falala         |       | RPR      |
| 2e              | Jean-Claude Étienne |       | RPR           | Jean-Claude Étienne |       | RPR      |
| 3e              | Jean-Claude Thomas  |       | RPR           | Jean-Claude Thomas  |       | RPR      |
| 4e              | Bruno Bourg-Broc    |       | RPR           | Bruno Bourg-Broc    |       | RPR      |
| 5e              | Charles de Courson  |       | UDF (FD)      | Charles de Courson  |       | UDF (FD) |
| 6e              | Philippe Martin     |       | Divers droite | Philippe Martin     |       | app. RPR |

## Résultats

### Résultats à l'échelle du département
| Parti          | Parti                                    | Premier tour | Premier tour | Second tour | Second tour | Sièges |
| Parti          | Parti                                    | Voix         | %            | Voix        | %           | Sièges |
| -------------- | ---------------------------------------- | ------------ | ------------ | ----------- | ----------- | ------ |
|                | Rassemblement pour la République         | 61 831       | 27,26        | 100 893     | 42,33       | 5      |
|                | Union pour la démocratie française       | 20 358       | 8,98         | 20 918      | 8,78        | 1      |
|                | La Droite indépendante                   | 7 817        | 3,45         |             |             | 0      |
|                | Droite parlementaire                     | 90 006       | 39,68        | 121 811     | 51,11       | 6      |
|                |                                          |              |              |             |             |        |
|                | Parti socialiste                         | 48 045       | 21,18        | 89 330      | 37,48       | 0      |
|                | Parti communiste français                | 19 421       | 8,56         |             |             | 0      |
|                | Les Verts                                | 12 863       | 5,67         | 20 690      | 8,68        | 0      |
|                | Gauche plurielle                         | 80 329       | 35,42        | 110 020     | 46,16       | 0      |
|                |                                          |              |              |             |             |        |
|                | Front national                           | 39 975       | 17,62        | 6 506       | 2,73        | 0      |
|                | Divers écologiste dont LT-LNÉ, MÉI et GÉ | 10 172       | 4,48         |             |             | 0      |
|                | Extrême gauche dont LO, AREV et PT       | 5 495        | 2,42         | 0           |             |        |
|                | Divers                                   | 833          | 0,37         | 0           |             |        |
|                |                                          |              |              |             |             |        |
| Inscrits       | Inscrits                                 | 360 998      | 100,00       | 360 984     | 100,00      | 6      |
| Abstentions    | Abstentions                              | 124 269      | 34,42        | 110 232     | 30,54       |        |
| Votants        | Votants                                  | 236 729      | 65,58        | 250 752     | 69,46       |        |
| Blancs et nuls | Blancs et nuls                           | 9 919        | 4,19         | 12 415      | 4,95        |        |
| Exprimés       | Exprimés                                 | 226 810      | 95,81        | 238 337     | 95,05       |        |

### Résultats par circonscription

#### Première circonscription (Reims-Centre)
| Candidat       | Candidat                  | Parti          | Premier tour | Premier tour | Second tour | Second tour |  |
| Candidat       | Candidat                  | Parti          | Voix         | %            | Voix        | %           |  |
| -------------- | ------------------------- | -------------- | ------------ | ------------ | ----------- | ----------- |  |
|                | Jean Falala sortant réélu | RPR            | 12 344       | 37,73        | 18 321      | 53,48       |  |
|                | Hubert Carpentier         | PS             | 8 455        | 25,84        | 15 936      | 46,52       |  |
|                | Jean-Pierre Catte         | FN             | 4 795        | 14,66        |             |             |  |
|                | Michel Guillaudeau        | PCF            | 2 071        | 6,33         |             |             |  |
|                | Nicole Thomas-Mauro       | LDI (MPF)      | 1 386        | 4,24         |             |             |  |
|                | Gilles Lenice             | Les Verts      | 1 221        | 3,73         |             |             |  |
|                | Anne Ducamp               | LO             | 1 073        | 3,28         |             |             |  |
|                | Jeanne Ngo Pougue         | GÉ             | 928          | 2,84         |             |             |  |
|                | Stéphane Petit            | LCR            | 445          | 1,36         |             |             |  |
|                |                           |                |              |              |             |             |  |
| Inscrits       | Inscrits                  | Inscrits       | 55 197       | 100,00       | 55 194      | 100,00      |  |
| Abstentions    | Abstentions               | Abstentions    | 21 528       | 39           | 19 523      | 35,37       |  |
| Votants        | Votants                   | Votants        | 33 669       | 61           | 35 671      | 64,63       |  |
| Blancs et nuls | Blancs et nuls            | Blancs et nuls | 951          | 2,82         | 1 414       | 3,96        |  |
| Exprimés       | Exprimés                  | Exprimés       | 32 718       | 97,18        | 34 257      | 96,04       |  |

#### Deuxième circonscription (Reims - Fismes)
| Candidat       | Candidat                          | Parti             | Premier tour | Premier tour | Second tour | Second tour |  |
| Candidat       | Candidat                          | Parti             | Voix         | %            | Voix        | %           |  |
| -------------- | --------------------------------- | ----------------- | ------------ | ------------ | ----------- | ----------- |  |
|                | Jean-Claude Étienne sortant réélu | RPR               | 12 855       | 33,13        | 20 724      | 50,95       |  |
|                | Jean-Claude Laval                 | PS                | 10 267       | 26,46        | 19 952      | 49,05       |  |
|                | Jean-Michel La Rosa               | FN                | 6 437        | 16,59        |             |             |  |
|                | Éva Mourot                        | PCF               | 2 478        | 6,39         |             |             |  |
|                | Viviane Orban                     | Les Verts         | 1 622        | 4,18         |             |             |  |
|                | Philippe Goiset                   | LO                | 1 320        | 3,4          |             |             |  |
|                | Aimery de Dinechin                | LDI (MPF)         | 1 298        | 3,34         |             |             |  |
|                | Patrice Poplimont                 | Divers écologiste | 1 172        | 3,02         |             |             |  |
|                | François Delmotte                 | Divers écologiste | 758          | 1,95         |             |             |  |
|                | Jean-Christophe Le Ray            | LCR               | 600          | 1,55         |             |             |  |
|                |                                   |                   |              |              |             |             |  |
| Inscrits       | Inscrits                          | Inscrits          | 62 365       | 100,00       | 62 364      | 100,00      |  |
| Abstentions    | Abstentions                       | Abstentions       | 21 919       | 35,15        | 19 518      | 31,3        |  |
| Votants        | Votants                           | Votants           | 40 446       | 64,85        | 42 846      | 68,7        |  |
| Blancs et nuls | Blancs et nuls                    | Blancs et nuls    | 1 639        | 4,05         | 2 170       | 5,06        |  |
| Exprimés       | Exprimés                          | Exprimés          | 38 807       | 95,95        | 40 676      | 94,94       |  |

#### Troisième circonscription (Reims - Suippes)
| Candidat       | Candidat                         | Parti          | Premier tour | Premier tour | Second tour | Second tour |  |
| Candidat       | Candidat                         | Parti          | Voix         | %            | Voix        | %           |  |
| -------------- | -------------------------------- | -------------- | ------------ | ------------ | ----------- | ----------- |  |
|                | Jean-Claude Thomas sortant réélu | RPR            | 11 779       | 32,03        | 19 633      | 51,54       |  |
|                | Adeline Hazan                    | PS             | 10 144       | 27,59        | 18 463      | 48,46       |  |
|                | Jacques Le Touzé                 | FN             | 7 275        | 19,78        |             |             |  |
|                | Sandrine Maréchal                | GÉ             | 2 530        | 6,88         |             |             |  |
|                | Jean-Claude Mauduit              | PCF            | 2 524        | 6,86         |             |             |  |
|                | Thierry Ruinart                  | LDI (MPF)      | 1 679        | 4,57         |             |             |  |
|                | Patrice Perret                   | LCR            | 841          | 2,29         |             |             |  |
|                |                                  |                |              |              |             |             |  |
| Inscrits       | Inscrits                         | Inscrits       | 58 867       | 100,00       | 58 849      | 100,00      |  |
| Abstentions    | Abstentions                      | Abstentions    | 20 536       | 34,89        | 18 495      | 31,43       |  |
| Votants        | Votants                          | Votants        | 38 331       | 65,11        | 40 354      | 68,57       |  |
| Blancs et nuls | Blancs et nuls                   | Blancs et nuls | 1 559        | 4,07         | 2 258       | 5,6         |  |
| Exprimés       | Exprimés                         | Exprimés       | 36 772       | 95,93        | 38 096      | 94,4        |  |

#### Quatrième circonscription (Châlons-sur-Marne)
| Candidat       | Candidat                       | Parti             | Premier tour | Premier tour | Second tour | Second tour |  |
| Candidat       | Candidat                       | Parti             | Voix         | %            | Voix        | %           |  |
| -------------- | ------------------------------ | ----------------- | ------------ | ------------ | ----------- | ----------- |  |
|                | Bruno Bourg-Broc sortant réélu | RPR               | 13 289       | 37,14        | 19 670      | 52,68       |  |
|                | Gérard Berthiot                | PS                | 7 385        | 20,64        | 17 670      | 47,32       |  |
|                | Jean Jérémita                  | FN                | 6 026        | 16,84        |             |             |  |
|                | Bernard Barberousse            | PCF               | 4 758        | 13,3         |             |             |  |
|                | Francis Leloup                 | Les Verts         | 1 818        | 5,08         |             |             |  |
|                | Marjolaine Cochet              | Divers écologiste | 1 323        | 3,7          |             |             |  |
|                | André Brun                     | LDI (MPF)         | 1 184        | 3,31         |             |             |  |
|                | Marc Gaillard                  | GÉ                | 0            | 0            |             |             |  |
|                |                                |                   |              |              |             |             |  |
| Inscrits       | Inscrits                       | Inscrits          | 57 555       | 100,00       | 57 540      | 100,00      |  |
| Abstentions    | Abstentions                    | Abstentions       | 20 052       | 34,84        | 17 887      | 31,09       |  |
| Votants        | Votants                        | Votants           | 37 503       | 65,16        | 39 653      | 68,91       |  |
| Blancs et nuls | Blancs et nuls                 | Blancs et nuls    | 1 720        | 4,59         | 2 313       | 5,83        |  |
| Exprimés       | Exprimés                       | Exprimés          | 35 783       | 95,41        | 37 340      | 94,17       |  |

#### Cinquième circonscription (Vitry-le-François)
| Candidat       | Candidat                         | Parti          | Premier tour | Premier tour | Second tour | Second tour |  |
| Candidat       | Candidat                         | Parti          | Voix         | %            | Voix        | %           |  |
| -------------- | -------------------------------- | -------------- | ------------ | ------------ | ----------- | ----------- |  |
|                | Charles de Courson sortant réélu | UDF (FD)       | 14 951       | 36,43        | 20 918      | 46,76       |  |
|                | Jean-Pierre Bouquet              | PS             | 11 794       | 28,74        | 17 309      | 38,69       |  |
|                | Jérôme Malarmey                  | FN             | 8 048        | 19,61        | 6 506       | 14,54       |  |
|                | Joannès Larique                  | PCF            | 2 023        | 4,93         |             |             |  |
|                | Christiane Kupfer                | GÉ             | 1 756        | 4,28         |             |             |  |
|                | Jean Camonin                     | LO             | 1 216        | 2,96         |             |             |  |
|                | Grégoire Puiseux                 | LDI (MPF)      | 1 018        | 2,48         |             |             |  |
|                | Philippe Iori                    | IR             | 229          | 0,56         |             |             |  |
|                |                                  |                |              |              |             |             |  |
| Inscrits       | Inscrits                         | Inscrits       | 60 787       | 100,00       | 60 773      | 100,00      |  |
| Abstentions    | Abstentions                      | Abstentions    | 17 782       | 29,25        | 14 678      | 24,15       |  |
| Votants        | Votants                          | Votants        | 43 005       | 70,75        | 46 095      | 75,85       |  |
| Blancs et nuls | Blancs et nuls                   | Blancs et nuls | 1 970        | 4,58         | 1 362       | 2,95        |  |
| Exprimés       | Exprimés                         | Exprimés       | 41 035       | 95,42        | 44 733      | 97,05       |  |

#### Sixième circonscription (Épernay)
| Candidat       | Candidat                      | Parti          | Premier tour | Premier tour | Second tour | Second tour |  |
| Candidat       | Candidat                      | Parti          | Voix         | %            | Voix        | %           |  |
| -------------- | ----------------------------- | -------------- | ------------ | ------------ | ----------- | ----------- |  |
|                | Philippe Martin sortant réélu | RPR            | 11 564       | 27,73        | 22 545      | 52,15       |  |
|                | Marie-Angèle Klaine           | Les Verts      | 8 202        | 19,67        | 20 690      | 47,85       |  |
|                | Jean-Paul Caillez             | FN             | 7 394        | 17,73        |             |             |  |
|                | Raymond Galataud              | PCF            | 5 567        | 13,35        |             |             |  |
|                | Pierre-Yves Jardel            | diss. UDF      | 5 407        | 12,97        |             |             |  |
|                | Christian Collin              | GÉ             | 1 705        | 4,09         |             |             |  |
|                | Laurent Vasse                 | LDI (MPF)      | 1 252        | 3            |             |             |  |
|                | Christophe Pawlowski          | US4J           | 604          | 1,45         |             |             |  |
|                |                               |                |              |              |             |             |  |
| Inscrits       | Inscrits                      | Inscrits       | 66 227       | 100,00       | 66 264      | 100,00      |  |
| Abstentions    | Abstentions                   | Abstentions    | 22 452       | 33,9         | 20 131      | 30,38       |  |
| Votants        | Votants                       | Votants        | 43 775       | 66,1         | 46 133      | 69,62       |  |
| Blancs et nuls | Blancs et nuls                | Blancs et nuls | 2 080        | 4,75         | 2 898       | 6,28        |  |
| Exprimés       | Exprimés                      | Exprimés       | 41 695       | 95,25        | 43 235      | 93,72       |  |